# Thainetes tristis
Thainetes tristis Millidge, 1995 è un ragno appartenente alla famiglia Linyphiidae.
È l'unica specie nota del genere Thainetes.

## Distribuzione
La specie è stata rinvenuta nelle foreste della Thailandia.

## Tassonomia
Dal 1995 non sono stati esaminati esemplari, né sono state descritte sottospecie al 2012.